# Wyspy Świętego Tomasza i Książęca na letnich igrzyskach olimpijskich
Reprezentanci Wysp Świętego Tomasza i Książęcej występują na letnich igrzyskach olimpijskich nieprzerwanie od 1996 roku, zadebiutowali wtedy podczas igrzysk w Atlancie. 
W 1996, 2000 i 2004 roku reprezentacja Wysp Świętego Tomasza i Książęcej liczyła 2 osoby, a w 2008 roku 3 osoby.
Organizacją udziału reprezentacji Wysp Świętego Tomasza i Książęcej w igrzyskach olimpijskich zajmuje się Komitet Olimpijski Wysp Świętego Tomasza i Książęcej (Comité Olímpico de São Tomé e Príncipe).

## Tabele medalowe

### Medale na poszczególnych olimpiadach
| Igrzyska            | Złoto | Srebro | Brąz | Razem |
| ------------------- | ----- | ------ | ---- | ----- |
| Atlanta 1996        | 0     | 0      | 0    | 0     |
| Sydney 2000         | 0     | 0      | 0    | 0     |
| Ateny 2004          | 0     | 0      | 0    | 0     |
| Pekin 2008          | 0     | 0      | 0    | 0     |
| Londyn 2012         | 0     | 0      | 0    | 0     |
| Rio de Janeiro 2016 | 0     | 0      | 0    | 0     |
| Tokio 2020          | 0     | 0      | 0    | 0     |
| Razem               | 0     | 0      | 0    | 0     |